# Eline Eriksen
Eline Eriksen (født 6. februar 1881, død 24. september 1963) var billedhuggeren Edvard Eriksens kone. Hun er mest kendt for at have stået model til kroppen på Den lille Havfrue i København. Før havde hun stået model til flere andre af hans statuer.
Ellen Price stod model til hovedet.